# Svømning under sommer-OL 1904
Svømning under sommer-OL 1904. Svømning var med for tredje gang på det olympiske program i St. Louis 1904. Der blev konkurreret i ni svømmediscipliner, alle for mænd, og for første og eneste gang i OL-historien var distancerne angivet i yards og ikke meter. Konkurrencerne blev gennemført mellem 4. og 6. september. 

## Medaljer
| Svømning OL 1904 St. Louis | Svømning OL 1904 St. Louis | Svømning OL 1904 St. Louis | Svømning OL 1904 St. Louis | Svømning OL 1904 St. Louis | Svømning OL 1904 St. Louis |
| -------------------------- | -------------------------- | -------------------------- | -------------------------- | -------------------------- | -------------------------- |
| Nr.                        | Land                       | Guld                       | Sølv                       | Bronze                     | Totalt                     |
| 1.                         | Tyskland (GER)             | 4                          | 2                          | 2                          | 8                          |
| 2.                         | USA (USA)                  | 3                          | 6                          | 5                          | 14                         |
| 3.                         | Ungarn (HUN)               | 2                          | 1                          | 1                          | 4                          |
| 4.                         | Østrig (AUT)               | 0                          | 0                          | 1                          | 1                          |
| Totalt                     | Totalt                     | 9                          | 9                          | 9                          | 27                         |

### 50 yards fristil
| Plads | Land | Udøver          | Tid  |
| ----- | ---- | --------------- | ---- |
| 1.    | HUN  | Zoltán Halmay   | 28,0 |
| 2.    | USA  | Scott Leary     | 28,6 |
| 3.    | USA  | Charles Daniels |      |

### 100 yards fristil
| Plads | Land | Udøver          | Tid    |
| ----- | ---- | --------------- | ------ |
| 1.    | HUN  | Zoltán Halmay   | 1.02,8 |
| 2.    | USA  | Charles Daniels |        |
| 3.    | USA  | Scott Leary     |        |

### 220 yards fristil
| Plads | Land | Udøver          | Tid    |
| ----- | ---- | --------------- | ------ |
| 1.    | USA  | Charles Daniels | 2.44,2 |
| 2.    | USA  | Francis Gailey  | 2.46,0 |
| 3.    | GER  | Emil Rausch     | 2.56,0 |

### 440 yards fristil
| Plads | Land | Udøver          | Tid    |
| ----- | ---- | --------------- | ------ |
| 1.    | USA  | Charles Daniels | 6.16,2 |
| 2.    | USA  | Francis Gailey  | 6.22,0 |
| 3.    | AUT  | Otto Wahle      | 6.39,0 |

### 880 yards fristil
| Plads | Land | Udøver         | Tid     |
| ----- | ---- | -------------- | ------- |
| 1.    | GER  | Emil Rausch    | 13.11,4 |
| 2.    | USA  | Francis Gailey | 13.23,4 |
| 3.    | HUN  | Géza Kiss      |         |

### 1 eng. mile fristil
| Plads | Land | Udøver         | Tid     |
| ----- | ---- | -------------- | ------- |
| 1.    | GER  | Emil Rausch    | 27.18,2 |
| 2.    | HUN  | Géza Kiss      | 28.28,2 |
| 3.    | USA  | Francis Gailey | 28.54,0 |

### 100 yards ryg
| Plads | Land | Udøver          | Tid    |
| ----- | ---- | --------------- | ------ |
| 1.    | GER  | Walter Brack    | 1.16,8 |
| 2.    | GER  | Georg Hoffmann  | 1.18,0 |
| 3.    | GER  | Georg Zacharias | 1.19,6 |

### 440 yards bryst
| Plads | Land | Udøver              | Tid    |
| ----- | ---- | ------------------- | ------ |
| 1.    | GER  | Georg Zacharias     | 7.23,6 |
| 2.    | GER  | Walter Brack        | 7.33,0 |
| 3.    | USA  | Henry Jamison Handy |        |

### 4 x 50 yards fristil
| Plads | Land | Utøvere                                                                                    | Tid    |
| ----- | ---- | ------------------------------------------------------------------------------------------ | ------ |
| 1.    | USA  | The New York Athletic Club Joseph Ruddy, Leo Goodwin, Louis Handley, Charles Daniels       | 2.04,6 |
| 2.    | USA  | Chicago A. C. David Hammond, William Tuttle, Hugo Goetz, Raymond Thorne                    |        |
| 3.    | USA  | Missouri A. C. St. Louis Amedee Reyburn, Gwynne Evans, Marquard Schwartz, William Orthwein |        |